# دنیس دکونیچی
دنیس وبستر دکونیچی (به انگلیسی: Dennis Webster DeConcini) سناتور سابق عضو حزب دموکرات ایالات متحده آمریکا بود. وی در سال ۱۹۷۷ تا ۱۹۹۵ میلادی سناتور ایالت آریزونا در سنای ایالات متحده آمریکا بود.